# Listă de companii din Grecia
- 3 Alpha S.A.
- 3 Epsilon S.A
  - Amita, Amita Motion
  - Avra
- Aegean Lines
- Agno S.A.
- Akto S.A.
- Allatine
  - Cookie
  - Marianna
  - Miranda
- Alousystem
- Alpha Bank
- ANEK Lines
- ANT1
- Athens Oil
- Attiki Odos
- Attiko Metro S.A.
- Augenopoulou S.A.
- Chion S.A.
- Chipita S.A.
- Creta Bank
- Deka Epta
- Delta S.A.
  - Achelagitsa
  - Delta Life
  - Magnum
- Diana
- Dodona S.A.
- Egnatia S.A.
- Elais S.A.
- Elite
- Emporiki Bank
- Ena Ki Ena
- Epsilon-Pi
- Epsilon S.A.
- Epta Imeres
- Evga S.A.
  - Frulite
  - Number one/No. 1
- Fage S.A.
  - Fage Jr.
  - Total (Fage)
- Florina
- Germanos S.A.
- Helios
- Herakles S.A.
- IEK Omega
- IEK Xyne
- Ioli
- Ionian Lines
- Intracom S.A.
- Jotis, Yiotis
- Kalas S.A.
- Kapa Studios
- Kioleides
- Kolokythas/Kolokithas
- Korelko
- Korpi
- Kostoulas Recycling
- Ktimatiki/Ktematike
- Kyknos
- Laconia
- Loumidis S.A.
- Loutraki
- Loux
- Macedonia-Thrace Bank
- Melissa S.A
- Mevgal
- Micro Land
- Minoan Lines
- Misko S.A.
- Nectar Ntoas
- Nounou
  - Nounou
  - Choice
  - Nounou Family
  - Nounou Kid
  - Nounou Light
- Olympos
- OTE
- Papadopoulos S.A.
  - Chocorange
  - Gemisti.
  - Petit-Beurre
  - Pick
- Pappas Oil
- Parnas Oil
- Pelargos S.A.
- Pitsos
- Radio Athenai
- Radio Koraside
- Robico S.A.
- Sevath S.A.
- SMEGS?
- Softex S.A.
- Star Channel
- Stella S.A.
- Strintzis Lines
- Teletypos S.A.
  - Mega Channel
  - On Productions
- Telestet
- Teletheates/Tiletheatis
- Titan S.A.
- TNT Productions
- Tsakiris S.A.
- TV Zapping
- Ventouris Lines
- Zagori